# Travis Payne
Travis Payne (ur. 5 czerwca 1971 w Atlancie) – amerykański choreograf, tancerz, reżyser i producent. 
Aż do śmierci Michaela Jacksona był choreografem jego trasy koncertowej This Is It. Payne był także producentem stowarzyszonym przy realizacji filmu dokumentalnego This Is It (2009) i wraz z reżyserem Kennym Ortegą był zaangażowany w tworzenie filmu. Światowy dochód brutto This Is It w okresie emisji kinowej wyniósł 261,3 mln dolarów, co czyni go najbardziej dochodowym filmem dokumentalnym lub koncertowym wszech czasów.
Współpracował jako choreograf z takimi artystami światowej rozrywki jak Andy Lau, Beyoncé, Brandy, Debbie Allen, Diana Ross, Dionne Warwick, En Vogue, Faith Hill, G-Dragon, Gladys Knight, Janet Jackson, Jennifer Lopez, Jolin Tsai, Lady Gaga, Lenny Kravitz, Madonna, Mariah Carey, Mick Jagger, Miley Cyrus, Nicole Scherzinger, Patti LaBelle, Paula Abdul, Prince, Ricky Martin, The Pussycat Dolls, Salt-N-Pepa, Shakira, Shanice, Smokey Robinson, Sting, Quincy Jones, Tamia, TLC, Usher i 2NE1.
Laureat czterech nagród MTV Video Music Award za najlepszą choreografię w wideoklipach do dwóch piosenek En Vogue – „My Lovin' (You’re Never Gonna Get It)” (1992) i „Free Your Mind” (1992) oraz teledysku do piosenki Michaela Jacksona i Janet Jackson „Scream” (1995), który trafił do Księgi Rekordów Guinnessa jako najdroższy kip. Zwycięzca trzech nagród American Choreography Award, w tym za „Scream” (1995) i Ghosts Michaela Jacksona (1996). 
Był nominowany do nagrody Emmy za choreografię do Dangerous Michaela Jacksona, która otwierała w 1995 MTV Video Music Awards. Drugi raz otrzymał nominację do Emmy w 2006 za choreografię do disneyowskiej produkcji Nie ma to jak hotel (ang. The Suite Life of Zack&Cody). Dwukrotnie otrzymał prestiżową nagrodę Music Video Producers Association za wybitne osiągnięcia tj. za choreografię dla Brian Setzer Orchestra i choreografię w serialu Ally McBeal. W 2009 Payne odegrał ważną rolę w napisaniu książki Michael Jackson Opus. Stał się rozpoznawalny na całym świecie dzięki swoim niesamowitym choreografiom i ogromnemu wkładowi w pracę z Królem Popu.

## Życiorys
Urodził się i wychował w Atlancie w stanie Georgia. Jego matka, Irene Reddo Payne, pochodziła z Nowego Orleanu. Zaczął tańczyć w wieku czterech lat, a mając 9 lat później rozpoczął formalne szkolenie pod kierunkiem Normy B. Mitchell i jej córki Djany Bell. W 1984 rozpoczął naukę w Northside School of the Arts, gdzie studiował u Williama G. Densmore’a i występował w Showbiz Kids w Atlancie. Później dołączył do Harrison Dance Company, prowadzonego przez Gary’ego Harrisona. Następnie przeprowadził się do Los Angeles, gdzie spotkał swoich wieloletnich idoli m.in. Kenny’ego Ortegę, Michaela Petersa, Debbie Allen i Paulę Abdul.
Przełom przyszedł, gdy Payne miał 19 lat i stworzył nagranie swojej własnej choreografii, co pomogło mu wziąć udział w pierwszej prawdziwej trasie koncertowej – Rhythm Nation 1814 Janet Jackson. Od tego momentu zaczął występować na scenie. Jego talent był oczywisty i zaowocował natychmiastowymi propozycjami pracy Michaela Jacksona (Dangerous World Tour). W trakcie bliskiej współpracy z Michaelem Jacksonem. Payne był również choreografem debiutującej w solowych występach Nicole Scherzinger z Pussycat Dolls, ponownie współpracował z nią jako reżyser jej krytycznie ocenionych występów w 2007 na MTV Video Music Awards i w So You Think You Can Dance. W 2008 Payne był choreografem Omarion’a w części poświęconej Michaelowi Jacksonowi w programie telewizyjnym Dancing with the Stars.
W maju 2009 rozpoczął pracę z Michaelem Jacksonem i Kennym Ortegą nad trasą koncertową This Is It. Bilety na wszystkie 50 koncertów w londyńskim O2 Arena zostały wyprzedane w ciągu kilku godzin. Trasa This Is It miała być pierwszym znaczącym występem Jacksona od czasów HIStory World Tour w 1997, jedynym z najważniejszych muzycznych wydarzeń roku i jednocześnie największym powrotem w historii muzyki popularnej. Niestety ta największa trasa koncertowa w historii została odwołana z powodu przedwczesnej śmierci Michaela Jacksona. 7 lipca 2009 roku Payne pomógł stworzyć choreografię do nabożeństw żałobnych Króla Popu w Staples Center w Los Angeles, które były transmitowane na całym świecie, od Stanów, przez Polskę, po niektóre kraje azjatyckie. Uroczystości w hołdzie Królowi Popu obejrzał w przybliżeniu miliard ludzi. Przez kilka miesięcy po odejściu Michaela Travis był bliskim współpracownikiem Ortegi, razem próbowali zebrać w jedną całość materiał filmowy nagrany podczas prób w Los Angeles Forum i Staples Center. Film This Is It był wyświetlany jedynie przez dwa tygodnie, od 28 października do 12 listopada 2009. Sprzedaż biletów rozpoczęła się już miesiąc wcześniej – 27 września, aby zaspokoić przewidywane wysokie zapotrzebowanie. Do dziś na całym świecie film pobił liczne rekordy sprzedaży i przedsprzedaży biletów.
W grudniu 2009 był choreografem Lady Gagi w czasie jej trasy The Monster Ball Tour, był również reżyserem jej występów w czasie American Music Awards, The Tonight Show Jaya Leno i The Ellen Show. Pracował też z Mariah Carey nad jej teledyskiem „H.A.T.E.U.” (2009). Pod koniec roku, wyjechał do Japonii, aby współpracować ze SMAP i opracować choreografię do Michael Jackson Tribute, które można było oglądać w telewizji w specjalnym sylwestrowym programie.
W styczniu 2010 Travis wziął udział w pokojowej trasie i zorganizował niespodziewaną wizytę w Cebu, jednej z prowincji Filipin, gdzie pracował z więźniami CPDRC, co również zostało opisane w Michael Jackson Opus. Więźniowie znani są z wykonania Thrillera, które obejrzało 300000 ludzi w ciągu dnia szczytowej oglądalności. Nagranie otrzymało ponad 37 mln komentarzy i jest uważane za jedno z najczęściej oglądanych w sieci. Payne wraz z dwoma tancerzami z This Is It: Danielem Celebre (aka Da FunkyMystic) i Dres’em Reid nauczyli ponad 1500 więźniów choreografii The Drill – części piosenki They Don’t Care About Us. Przedsięwzięcie zostało nagrane i dołączone do dvd This Is It, które swoją światową premierę miało 25 stycznia 2010 roku. Nagranie zostało również upublicznione na YouTube i Yahoo!, gdzie w krótkim czasie osiągnęło ponad 3 miliony odwiedzin w trakcie jednego tygodnia w sieci.
W lutym 2010 Payne współpracował z tancerzami 5. edycji programu You Can Dance. Na warsztatach w Tel Awiwie przygotował dla nich finałową choreografię, która miała ułatwić wybór 14 najlepszych tancerzy. Odcinek z jego udziałem został wyemitowany 31 marca 2010 przez stację TVN.